# Percussione (medicina)
Semeiotica

"Esame obiettivo"

 · Ispezione

 · Palpazione

 · Percussione

 · Auscultazione

La percussione è una metodica della semeiotica in medicina che consiste nel tamburellare (con due dita sopra un dito medio interposto) sulla superficie corporea per indagare le strutture sottostanti, e dunque viene usata nell'esame obiettivo per stimare le condizioni del torace e dell'addome. Si tratta di uno dei quattro metodi classici dell'esame clinico, assieme all'ispezione, palpazione e auscultazione. Viene eseguito con il dito medio di una mano che tamburella sul dito medio dell'altra mano, che viene posto in modo firme sulla pelle che copre i tessuti molli, mai sull'osso.
Esistono due tipi di percussione: diretta, che utilizza uno oppure due dita, e indiretta, che utilizza il dito medio come flessore. Si hanno quattro tipi di suoni alla percussione: risonante, iper-risonante, suono ottuso di coscia oppure ottuso. Un suono ottuso "di coscia" indica la presenza di una massa solida sotto la superficie pelle/fasce tendinee/piano muscolare/peritoneo. Un suono più rimbombante indica cavità vuote, contenenti aria.
La percussione veniva utilizzata da secoli per distinguere tra barili pieni e vuoti di liquore, vino e di birra, e il Dr. Joseph Leopold Auenbrugger si ispirò a questa tecnica per la percussione medica.

## Percussione del torace
Viene utilizzata per diagnosticare l'ipertrofia cardiaca, lo pneumotorace, l'enfisema e altre malattie. Può essere impiegata per stabilire la mobilità respiratoria del torace.

## Percussione dell'addome
Viene utilizzata per scoprire se un organo mostra un "aia" (superficie di proiezione verso la pelle) allargata e/o alterata nei suoni. Si basa sul principio di discriminare i tessuti e gli spazi vuoti tra di loro grazie alle vibrazioni che i tessuti emettono alla percussione. Il suono generato viene utilizzato per stabilire se le dimensioni e la natura del tessuto sottostante è normale (e dunque verosimilmente sano) oppure anormale, facendo pensare ad una patologia sottostante da indagare con ulteriori procedure.
La percussione dell'addome è utile per rilevare:
- Ascite
- Cardiomegalia (anche se oggi si preferisce l'ecocardiografia oppure la vecchia Rx telecuore).
- Epatomegalia (ingrossamento del fegato)
- Splenomegalia (ingrossamento della milza)